# Konstanty Baranowicz
Konstanty Baranowicz herbu Junosza – podstoli lidzki w latach 1665–1692, wojski miński w 1681 roku (nie utrzymał się), dworzanin królewski, towarzysz husarski.
Uczestnik bitwy pod Beresteczkiem w 1651 roku. Podpisał elekcję 1674 roku.